# Панометр (Лейпциг)

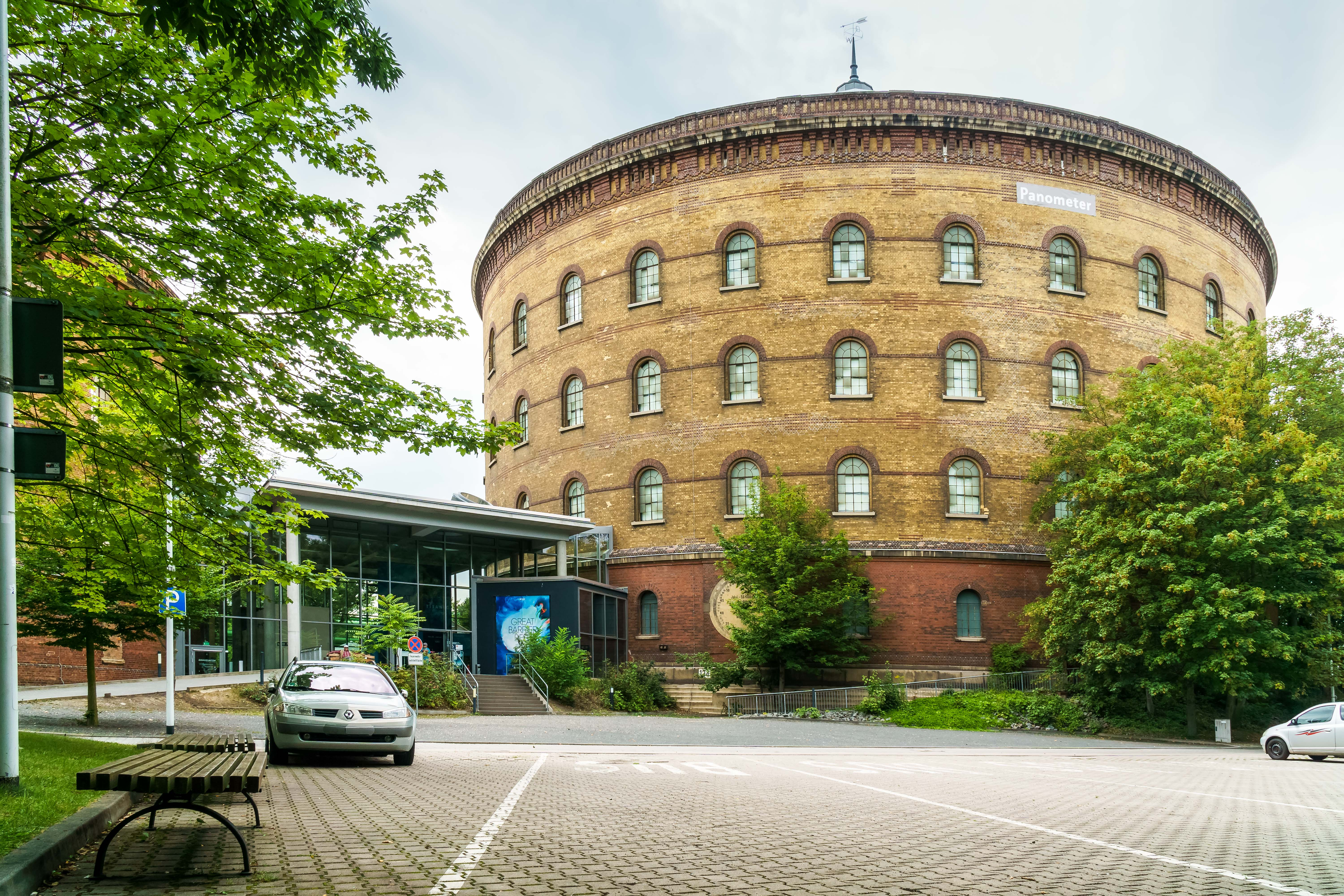
Будівля Панометра

Панометр — виставковий зал в Лейпцизі, в якому з 2003 року демонструється панорамний живопис і фотографія художника Ядегіра Азізі. Панометр знаходиться в районі Конневіц в будівлі колишнього газгольдера (газометра), і сама назва «панометр» була створена Азізі з додавання слів «панорама» і «газометр». У 2006 році відкрився Панометр в іншому німецькому місті Дрездені.

## Опис

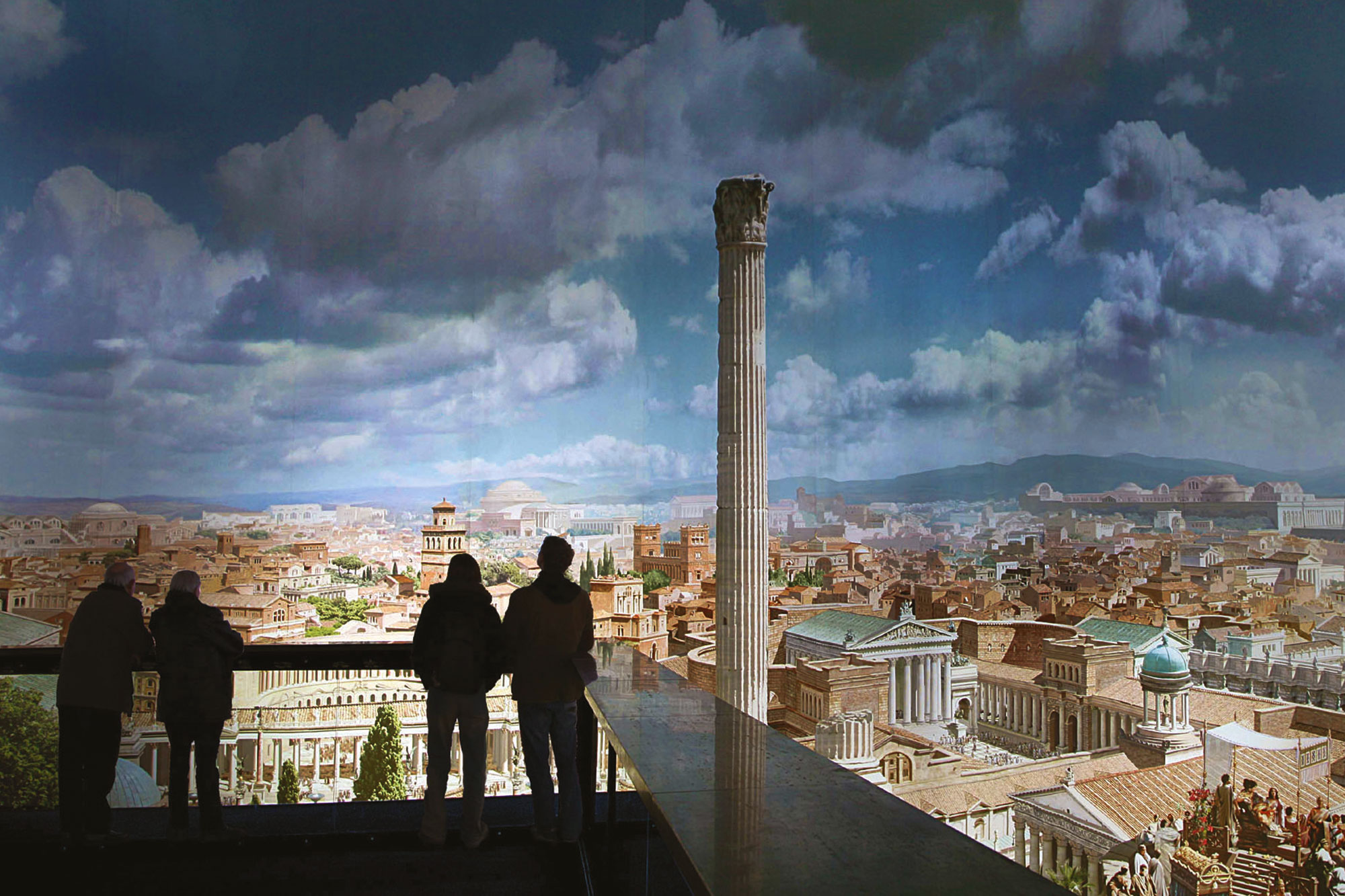
Глядачі панорами «Рим, 312»

Висота панорами до 32 метрів, довжина 110 метрів. Площа зображень становить 3200—3500 м². Посередині залу розташована 15-метрова платформа зі сходами, звідки з різної висоти можна спостерігати картину. Показ картини супроводжується тематичною фоновою музикою і спеціальним звуковим та світловим оформленням.
Картина створюється цифровим способом і потім роздруковується на поліестерній основі. Так, для виставки «Сад Кароли» вага роздрукованого полотна становила 650 кг, а вихідний файл займав 13 гігабайт з великою кількістю накладених один на одного шарів зображень.

## Минулі виставки

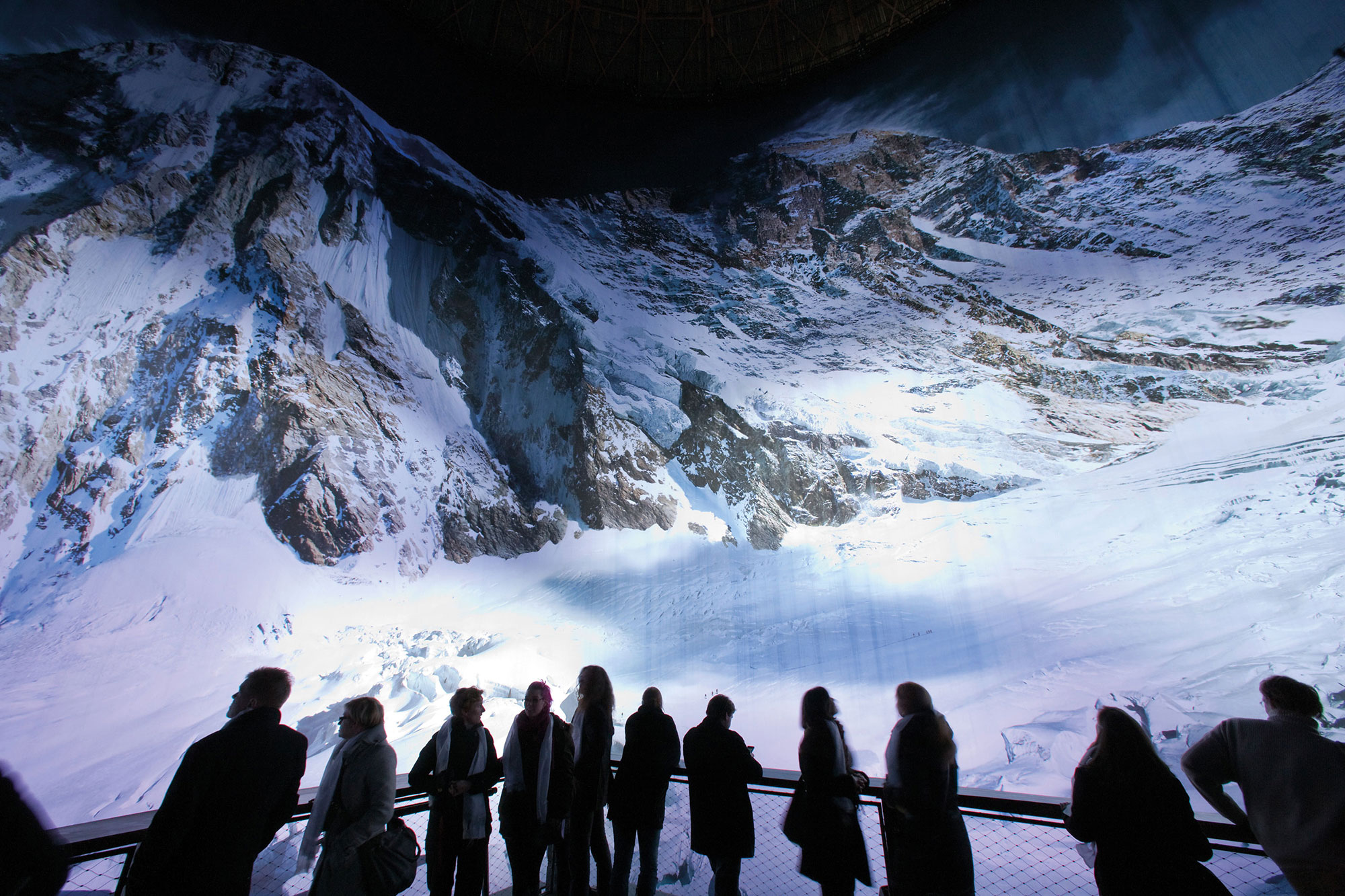
Фрагмент панорами «Еверест»

- 2003—2005: Еверест. Панорама зображує пейзаж з боку Долини мовчання[4][5].
- 2005—2009: Рим, 312. Панорама показує в'їзд у місто Костянтина Великого після перемоги в битві біля Мульвійського мосту в 312 році[6].
- 2009—2013: Амазонія. Панорама була приурочена до 150-річчя Олександра фон Гумбольдта і зображала флору і фауну Амазонії[7].
- 2013—2015: Лейпциг, 1813: Панорама зображує Лейпциг і Битву народів у 1813 році[8][9].
- 2015—2017: Великий Бар'єрний риф. Панорама показує риф під водою біля берегів Австралії[10].
- 2017—2019: Титанік. На панорамі зображений затонулий і зруйнований пароплав на дні моря[11][12].
- з 25 січня 2019: Сад Кароли. Панорама присвячена саду Кароли, колишньої співробітниці Панометра, і зображує рослини і тварин саду з точки зору комахи[13].

У роботі в даний час знаходиться панорама, присвячена Антарктиці.
- Офіційна сторінка Лейпцизького Панометра (англ.)
- Панометр Азізі в 2019